# Love Tour
Tour Love es la segunda gira mundial de conciertos por la cantante mexicana Maite Perroni y la tercera en general en apoyo de sus sencillos lanzados en 2016 y 2017 como "Adicta" y "Loca".

## Antecedentes
Después de haber culminado las grabaciones de su telenovela Antes Muerta Que Lichita, la cantante se enfocó en grabar sus nuevos sencillos por la Warner Music y, más adelante, anunció mediante su Instagram que en verano saldría de gira con un nuevo espectáculo.

## Repertorio
1. «Ojos Divinos»
2. «Agua Bendita»
3. «Llueve, Llueve»
4. «Me Va»
5. «Melancolía (Saudade)»
6. «Inexplicable»
7. «Eclipse de Luna»
8. «A Partir de Hoy»
9. «Todo Lo Que Soy»
10. «Vas A Querer Volver»
11. «¿Que Te Hace Falta?»
12. «La Promesa»
13. «Love» / «Sorry»
14. Medley RBD  «Ser O Parecer» / «Aun Hay Algo» / «Empezar Desde Cero» / «Solo Quédate En Silencio» / «Un Poco De Tu Amor» / «Besame Sin Miedo» / «Tras De Mi»
15. «Adicta»
16. «Loca»
17. «Tu y Yo»

## Fechas
| Fecha                   | Ciudad               | País           | Lugar                  |
| ----------------------- | -------------------- | -------------- | ---------------------- |
| 17 de julio de 2016     | São Paulo            | Brasil         | Áudio Club             |
| 21 de julio de 2016     | Curitiba             | Brasil         | Ópera de Arame         |
| 24 de julio de 2016     | Río de Janeiro       | Brasil         | Sacadura Cabral 154    |
| 13 de agosto de 2016    | Madrid               | España         | Sala Penélope          |
| 27 de agosto de 2016    | Puebla               | México         | Lagoons Country Club   |
| 15 de octubre de 2016   | New York             | Estados Unidos | Jacob Javits Center    |
| 19 de noviembre de 2016 | Guayaquil            | Ecuador        | Centro de Convenciones |
| 28 de enero de 2017     | Ciudad de México     | México         | Auditorio Nacional     |
| 31 de marzo de 2017     | Irapuato             | México         | Teatro del Pueblo      |
| 24 de junio de 2017     | Ciudad de México     | México         | Zócalo Capitalino      |
| 5 de agosto de 2017     | Comitán de Dóminguez | México         | Teatro del Pueblo      |
| 26 de agosto de 2017    | Guadalajara          | México         | Teatro Diana           |
| 22 de enero de 2018     | Ciudad de México     | México         | Auditorio Nacional     |
| 21 de marzo de 2018     | Monterrey            | México         | Arena Monterrey        |